# Abel Aubert Dupetit-Thouars

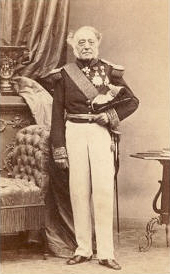
Abel Aubert Du Petit-Thouars

Abel Aubert Dupetit-Thouars, andere Schreibweisen: Du Petit-Thouars, du Petit Thouars (* 3. August 1793 in Turquant; † 16. März 1864 in Paris), war ein französischer Marineoffizier und Weltumsegler, der eine bedeutende Rolle in der Annexion Französisch-Polynesiens durch Frankreich spielte.

## Frühe Jahre
Abel Aubert Dupetit-Thouars wurde als Sohn einer wohlhabenden Familie im Château de La Fessardière bei Turquant an der Loire geboren. Sein Onkel war der Admiral Aristide Aubert Dupetit-Thouars, der sich als Kommandant der Le Tonnant bei der Seeschlacht bei Abukir auszeichnete. 1804, im Alter von 11 Jahren, trat er in die französische Marine ein und diente während der Napoleonischen Kriege in der Nordsee und im Mittelmeer, zuletzt als Fähnrich. 1826 wurde er zum Fregattenkapitän ernannt und nahm am Algerienkrieg (1830–1847) als Kommandant der Brigg Griffon teil.

## Die Weltumseglung
1836 erhielt Dupetit-Thouars den Auftrag, mit der Fregatte Venus in den Pazifik zu segeln, um „Flagge zu zeigen“ und die französischen Interessen in der Region, in der auch britische Kriegsschiffe operierten und das Vereinigte Königreich Gebietsansprüche stellte, zu vertreten. Die Venus verließ Brest am 29. Dezember 1836, segelte nach Rio und umrundete Kap Hoorn im April 1837. Dann ging es weiter über Valparaíso und Callao nach Hawaii, wo die Venus im Juni 1837 eintraf. Ende Juli 1837 segelte Dupetit-Thouars weiter zur Halbinsel Kamtschatka und zu den Aleuten. Dort konnte er feststellen, dass einige der auf den Seekarten verzeichneten Inseln gar nicht existierten. Von dort überquerte Du Petit-Thouars erneut den Pazifischen Ozean, dieses Mal in östlicher Richtung, und erreichte bei Monterey das kalifornische Festland. Danach fuhr er entlang der mittel- und südamerikanischen Küste zur Osterinsel. Die Franzosen gingen dort jedoch nicht an Land, sondern segelten nur an der Nord- und Westküste der Osterinsel entlang. Über Callao und die Galápagos-Inseln ging es zu den Marquesas, wo die Venus am 2. August 1838 eintraf. Mit dem Schiff kamen die ersten katholischen Missionare Desvaux und Borgella nach Tahuata. Nach topografischen und hydrografischen Untersuchungen segelte Dupetit-Thouars weiter nach Tahiti, wo er Anfang September 1838 mit Jules Dumont d’Urville zusammentraf, dessen Schiffe L'Astrolabe und Zéléé bereits in der Matavai-Bucht ankerten. Mitte September verließ die Venus Tahiti und segelte zu den Cookinseln und weiter nach Neuseeland. Über Sydney, Mauritius und das Kap der Guten Hoffnung kehrte Dupetit-Thouars nach Brest zurück, wo das Schiff nach seiner Erdumrundung am 24. Juni 1839 eintraf.
Durch die Reise entstanden zwischen 1840 und 1864 elf Bände mit Text und vier Atlanten mit Illustrationstafeln zu unterschiedlichen Themen wie z. B. Physik, Zoologie, Botanik und länderspezifische Beziehungen. Meist sind sie unter dem Titel Voyage autour du monde sur la frégate "La Vénus" pendant les années 1836–1839 publié par Abel Du Petit-Thouars erschienen, wurden aber oft aber von anderen Autoren bearbeitet.

## Annexion der Marquesas und Tahitis

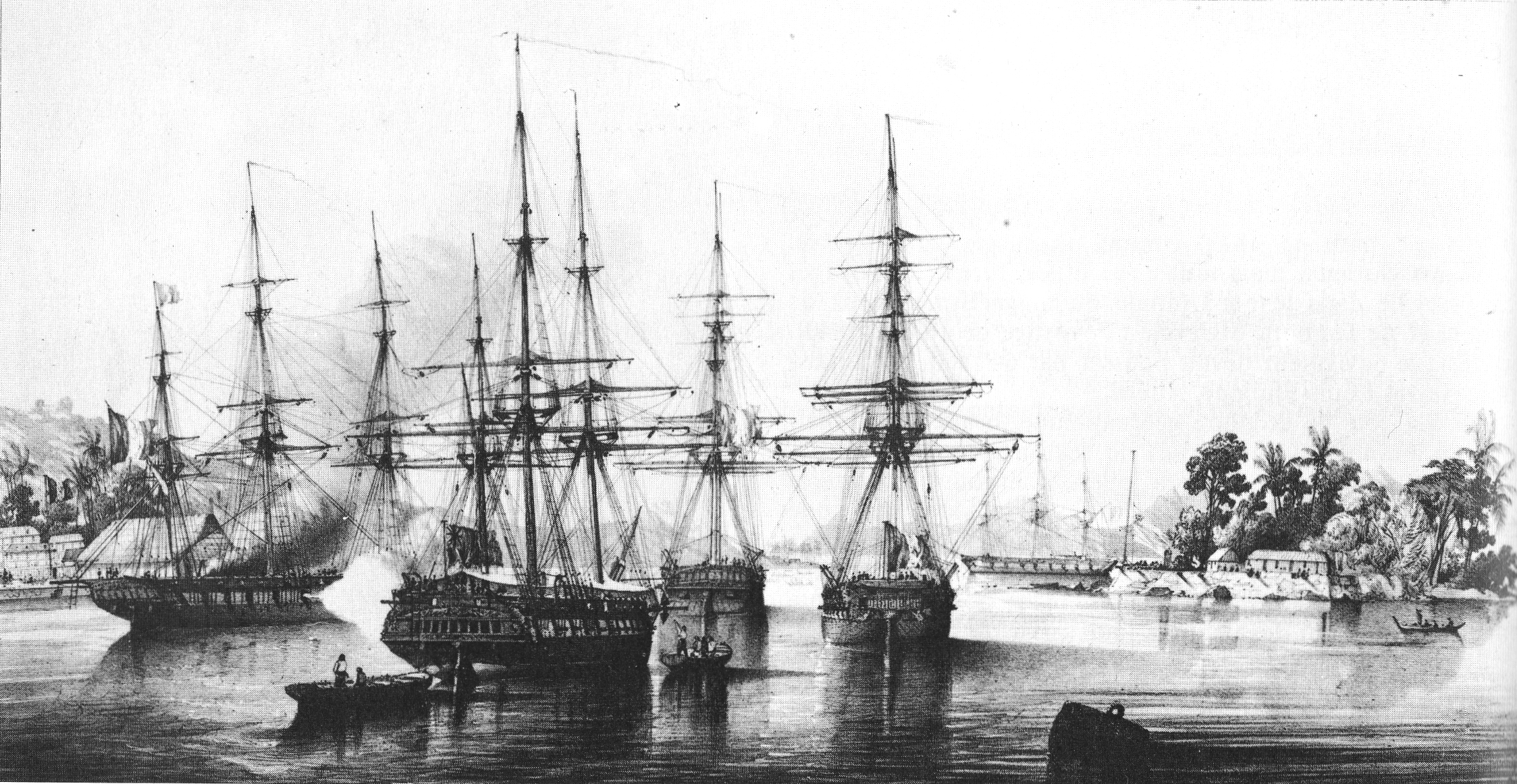
Die Fregatte Reine Blanche, die Korvette La Triomphante und zwei Begleitschiffe am 9. September 1842 vor Tahiti

Von weit größerer Bedeutung für die Geschichte waren jedoch Dupetit-Thouars’ weitere Aktivitäten im Südpazifik. 1841 wurde er zum Konteradmiral befördert und zum Kommandanten der französischen Pazifikflotte ernannt. Mit der Fregatte Reine Blanche, der Korvette La Triomphante und zwei weiteren Schiffen traf er Ende April 1842 in der Vaitahu-Bucht auf Tahuata ein und verkündete am 1. Mai 1842 die Annexion der Südostgruppe der Marquesasinseln durch Frankreich. Die Besitznahme der Nordwestgruppe erfolgte am 1. Juni 1842 in Taiohae auf der Insel Nuku Hiva. Damit wurden die Marquesas französischen Kolonie.
Von den Marquesas segelte Dupetit-Thouars nach Tahiti und am 9. September 1842 verkündete er, ohne dazu beauftragt worden zu sein, das vorläufige französische Protektorat über Tahiti, nicht achtend, dass sich der Missionar George Pritchard (1. August 1796 – 6. Mai 1883) der London Missionary Society bereits zum britischen „Konsul“ ernannt hatte. Dem folgte im November 1843 das endgültige, von Königin Pomaré IV. gebilligte Protektorat. Aber erst 1844 wurden die Abmachungen auch von König Louis-Philippe I. anerkannt, der zunächst gezögert hatte, da er Konflikte mit Großbritannien befürchtete.

## Späte Jahre und Tod
Dupetit-Thouars kehrte nach Frankreich zurück, erhielt 1846 den Rang eines Vizeadmirals (Vice-amiral), ging 1858 in den Ruhestand und wurde Parlamentsmitglied. Am 16. März 1864 starb Abel Aubert Dupetit-Thouars in Paris.
Da er ohne eigene Nachkommen geblieben war, hatte er den Sohn seiner Schwester, Abel Nicolas Bergasse Dupetit-Thouars, adoptiert, später ebenfalls französischer Admiral, der eine bedeutende Rolle im Boshin-Krieg von 1868 bis 1869 in Japan spielte.

## Sonstiges
- Nach Abel Aubert Dupetit-Thouars erhielt die Weißkappen-Fruchttaube (Ptilinopus dupetithouarsii) ihren lateinischen Namen.[6] Der Botaniker Adolphe Simon Neboux (1806–1885), Schiffsarzt auf der Venus, benannte die Taube zu Ehren seines Kapitäns.
- Ein weiterer Onkel war der Botaniker Louis Marie Aubert Du Petit-Thouars